# 朝仓街道站
朝倉街道站（日语：／ Asakura-gaidō eki */?）是一個位於福岡縣筑紫野市針摺中央二丁目4番1號，屬於西日本鐵道天神大牟田線的鐵路車站。

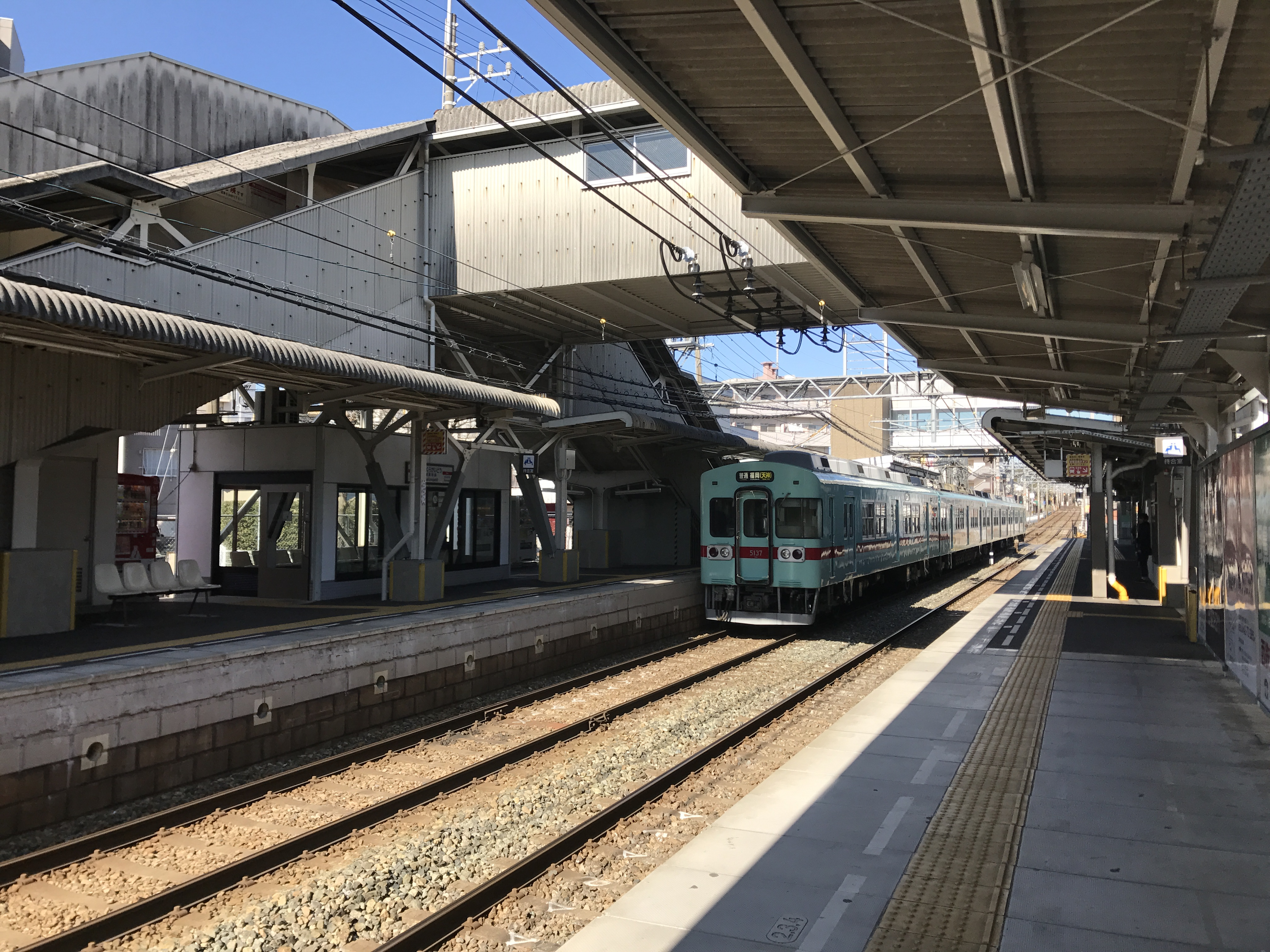
月台（2017年2月）

## 車站結構
對向式月台2面2線的地面車站。1個閘口位於1號月台側，2個月台以跨線天橋連接。

### 月台配置
| 月台 | 路線          | 目的地                   |
| ---- | ------------- | ------------------------ |
| 1    | ■天神大牟田線 | 筑紫、久留米、大牟田方向 |
| 2    | ■天神大牟田線 | 二日市、福岡（天神）方向 |

## 相鄰車站
西日本鐵道
■天神大牟田線
■特急
通過
■急行
西鐵二日市－朝倉街道－筑紫
■普通
紫－朝倉街道－櫻台

## 外部連結
- 西日本鐵道 – 朝倉街道車站 （页面存档备份，存于）（日語）